# 足立美穂
足立 美穂（あだち みほ、1979年6月19日 - ）は、大分県大分市出身のカヌー選手。2004年アテネオリンピック代表。明治大学商学部卒業。

## 選手歴
ラグビー、カヌーで全国的にも有名な大分県立大分舞鶴高等学校卒業。同高校入学と同時に、陸上からカヌーへ転向。明治大学に進学後も競技者として活躍した。同大学卒業後も練習環境に恵まれた埼玉県戸田市にとどまり、北本忍（富山県体協）、鈴木祐美子（奈良県体協）、竹屋美紀子（山形県谷地高教）とともに、国内女子四天王の一人として、レベルアップに励んだ。
高校時代の1997年、文部大臣杯でシングル・ペア・フォアの3冠を獲得。2002年のアジア大会、アテネ予選ともにフォアに出場した。アテネ五輪では、北本忍、鈴木祐美子、竹屋美紀子とのフォアでカヌー競技日本女子初となる決勝進出（9位）と大いに健闘した。